# マーズ級戦列艦
マーズ級戦列艦(Mars class ships of the line)はジョン・ヘンスロー設計のイギリス海軍の74門3等戦列艦。
マーズ級の2隻はヴァリアント級以来30年ぶりの18ポンド砲の代わりに24ポンド砲を搭載した大型74門艦である。

## 同型艦
| 艦名     | 造船所             | 発注          | 進水           | その後     |
| -------- | ------------------ | ------------- | -------------- | ---------- |
| マーズ   | デットフォード工廠 | 1788年1月17日 | 1794年10月25日 | 1823年解体 |
| セントー | ウリッジ工廠       | 1788年1月17日 | 1797年3月14日  | 1819年解体 |